# جون الكسندر (لاعب كرة قدم أمريكية)
جون الكسندر (بالإنجليزية: John Alexander)‏ هو لاعب كرة قدم أمريكية أمريكي، ولد في 4 يوليو 1896 في نيويورك في الولايات المتحدة، وتوفي في 5 أغسطس 1986.

## وصلات خارجية
- جون الكسندر على موقع مرجع كرة القدم المحترفة.كوم (الإنجليزية)